# Carex satsumensis
Carex satsumensis är en halvgräsart som beskrevs av Adrien René Franchet och Paul Amédée Ludovic Savatier. Carex satsumensis ingår i släktet starrar, och familjen halvgräs. Inga underarter finns listade i Catalogue of Life.